# 무증상보균자

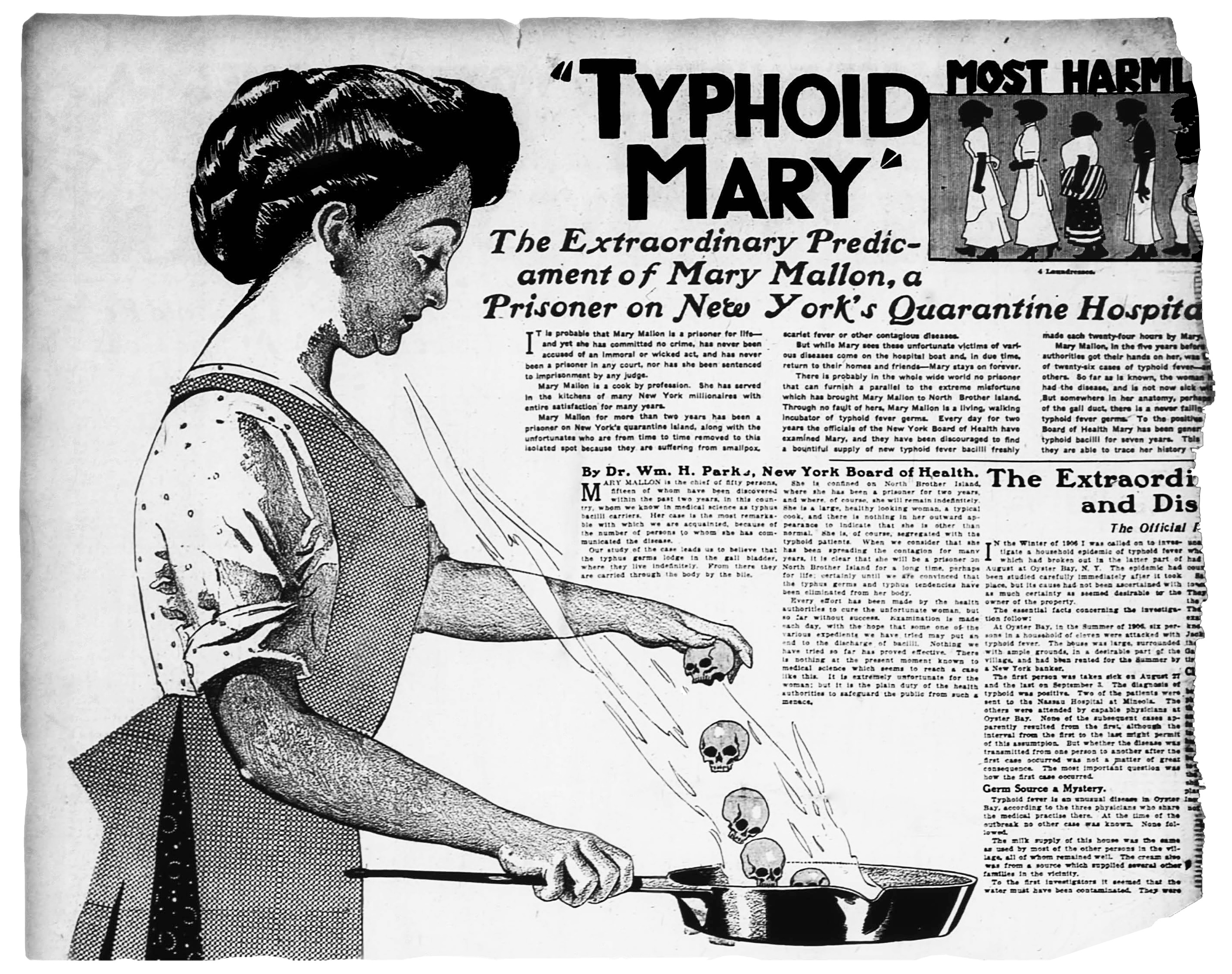
장티푸스를 51명에게 옮겨서 장티푸스 메리로 불리는 메리 멜런

무증상보균자(無症狀保菌者, 영어: Asymptomatic carrier)는 감염병에 걸렸으나 어떠한 징후나 증상도 보이지 않는 인간이나 동물등의 숙주이다. 건강보균자(健康保菌者) 또는 간단히 보균자(保菌者)라고도 한다. 병원균 그 자체에 현재 영향을 받지 않지만, 다른 생물에게 병원균을 옮길 수 있고, 질병의 후기 단계에서 증상이 일어날 수 있다.
무증상보균자는 장티푸스, 클로스트리듐 디피실리 보관됨 2020-05-14 - 웨이백 머신, 인플루엔자 및 에이즈와 같은 전염병을 크게 확산시키는데 기여했다. 무증상 상태로 감염균이 전파되는 방법은 정확하게 알려져 있지 않지만, 연구자들은 특정 병원체가 인간의 몸 속에서 휴면 상태에 있을 수 있다라는 가정으로 연구를 진행했다. 무증상 보균자에 대한 확실한 연구는, 감염성 질환의 확산을 억제하기 위해 노력으로, 의학 및 공중 보건 분야에서 중요하다.

## 무증상 보균자에 의한 감염
무증상 보균자의 감염은 다음 상태에 따라 분류될 수 있다.
- 증상 전 감염: 감염 직후부터 증상이 발현되기 전에 질병을 전염시키는 경우.
- 치료 후 감염: 증상을 치료한 후 다시 질병을 전염시키는 경우.

간염 및 소아마비와 같은 바이러스성 질병은 주로 이런 방식으로 전염된다. 전형적인 무증상 보균자로 여겨지는 "건강한 숙주"는 질병의 징후나 증상을 나타내지는 않지만, 다른 사람을 감염시킬 수 있다.

## 무증상 보균자 질병 전파의 의의
무증상 보균자의 전파력에 대한 정보가 정상적으로 파악되지 않으면, 감염병 관리에 많은 어려움이 발생한다. 감염병에 대한 감시가 증상자의 비율과 무증상자의 비율을 추정하여 방역 대책이 구성되는 것을 감안하면, 인플루엔자 같은 감염병의 무증상 보균자의 감염률에 대하여 예측이 불가능하면, 공중 보건 달성이 어려워 질 수 있다.
감염병 연구자들은 적절한 공중 보건 정책을 위해서, 더 나은 방역 모델을 만들려고 노력한다. 예를 들어, 무증상 비율이 낮다고 알려진 질병은 검사만 강화하고, 무증상 비율이 높은 경우에는 여행 금지 및 강제 검역 같은 공격적인 방법을 실행한다.

## 무증상 감염병의 종류
무증상 감염자는 많은 감염병 확산을 만들어 냈다. 유행병 관련 일반 법칙은 파레토법칙이 적용되는데, 80%의 질병 감염은 20%의 인구가 퍼뜨린다는 통계가 있다.

### 장티푸스

#### 역사

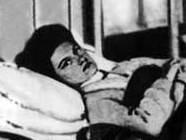
메리 맬런

메리 맬런은 장티푸스의 무증상 보균자였다. 20세기 초에 뉴욕시에서 여러 가족을 위해 요리사로서 일하였으며 병사들을 위해서도 요리하였다. 해당 가족들에게 일부 사례의 장티푸스가 보건부에 의해 추적되었다. 아픔 없이 맬런이 감염 작용물질을 전이한 것으로 밝혀졌다. 이 질병을 근절시키는 방법이 당시에는 없었다. 장티푸스가 분변-구강 전이를 통해 주로 퍼져나갔기 때문에 메리 맬런의 전이 위험성의 대부분은 음식 마련과 처리를 동반한 일에서 수반된 것에서 비롯되었다고 간주되었다.

#### 병인
장티푸스는 살모넬라균의 일종인 Salmonella enterica ser. Typhi라는 병균에 의해 발생하는 질병이다. 위험한 음식이나 음료를 소비함으로써 감염될 수 있으며, 또 감염자가 준비한 음료나 음식을 소비함으로써 발생할 수도 있다. 이 감염병에서 회복된 사람들은 여전히 세포에 세균을 전이할 수 있으며 증상이 없을 수 있다.

### 에이즈
에이즈 감염은 장기간 무증상이다. 숙주가 증상을 경험하지 않는다고 하더라도 바이러스는 다른 사람에게 전이될 수 있다.

### 코로나19
2020년 중국에서 발생한 코로나19 초기 확진자 10명 중 1명은 무증상이다. 이는 무증상인 채로 병원균을 퍼트릴 가능성이 높다는 것을 나타낸다.

## 같이 보기
- 무증상